# 오찬성
김채빈(1997년 12월 22일 ~)은 대한민국의 가수다. 2021년 디지털 싱글 앨범 [홈런]으로 데뷔했다.

## 방송
- 미스터트롯2 - 새로운 전설의 시작 (2022) - Top25(22위)

## 음반
- 홈런(HOMERUN) (2021)
- 노량진 벚꽃 (2022)
- 미스터트롯2 데스매치 베스트 PART3 (2023)
- 미스터트롯2 팀메들리 미션 베스트 PART1 (2023)

## 수상
- 제5회 부산항 해양가요제 대상 (2021)

## 경력
- 인천광역시의회 홍보대사 (2022~)